# Autoelexe
Autoelexe či evoluční výtah je evolučně-biologický pojem označující pozitivní asociaci mezi alelami pro samičí preferenci určitého výrazného znaku u samců a alelami kódujícími tento znak, která vzájemně urychluje šíření páru alel v populaci. V obecné rovině se jedná o projev sobeckosti genů, které zvyšují své zastoupení v populaci tím, že znaky, za které jsou zodpovědné, zvyšují pravděpodobnost jejich rozšíření, přestože přímo nezvyšují přizpůsobenost svého nositele prostředí. Termín poprvé použil český evoluční biolog Jaroslav Flegr ve své knize Zamrzlá evoluce pro pojmenování jevu, který popsal biolog a statistik Ronald A. Fisher pod názvem "runaway selection". Autorem latinského překladu termínu je český biolog a filosof Stanislav Komárek.
Richard Dawkins uvažoval v rámci teorie sobeckého genu na příkladu tzv. modelu zelenovouse o alelách, které se u samců pohlavního druhu projevují nějakým lehce rozpoznatelným znakem a u samic preferencí tohoto znaku mezi pohlavními partnery. V průběhu času se tak přednostně šíří v populaci a může dojít až k jejich fixování. Alely, které kódují dva velmi odlišné znaky (rozpoznatelný znak, např. tělní kresbu, a jeho preferenci), jsou však zřejmě vzácné a popisovaný fenomén se tak moc často neuplatňuje. Na druhou stranu, alely, které "o sobě dají vědět", mají ve středně velké populaci velkou výhodu, a pokud se v populaci objeví, zřejmě se také rychle rozšíří. Termín autoelexe popisuje situaci, kdy se alela pro výrazný znak a alela pro jeho upřednostňování liší či dokonce nacházejí na odlišných chromozomech. I v takovém případě totiž může docházet k jejich explozivnímu šíření. Jak upozornil už Ronald A. Fisher, pokud je jedinec nositelem alely pro výrazný znak, tak je pravděpodobné, že nositelem této alely byl i otec studovaného jedince. V takovém případě je ale rovněž pravděpodobnější, že matka studovaného jedince byla nositelkou alely pro preferenci výrazného znaku u samců a potomek - studovaný jedinec - tak pravděpodobně nese obě alely tvořící autoelexní pár. Alely podléhající autoelexi se mohou v extrémním případě procesem evolučního výtahu rozšířit na všechny členy populace. Vzhledem k tomu, že jsou takové alely zřejmě velmi časté, může tento proces hrát v evoluci pohlavních druhů značnou roli.

## Využití
Autoelexe nabízí vysvětlení širokého rozšíření tzv. neadresných jevů u pohlavních druhů, které popisuje teorie sebeprezentace Adolfa Portmanna. Portmann rozlišoval adresné jevy, nápadné znaky (např. kresby na těle organismů), u kterých lze určit adresáta (např. predátora, jehož mají odradit) a jevy neadresné, které adresáta nemají a jsou čistě projevem hypotetického vnitřního puzení organismů k sebeprezentaci. Přinejmenším některé neadresné jevy ale mohou být důsledkem činnosti alel, které se v minulosti rozšířily na všechny členy populace procesem evolučního výtahu a byly zde fixovány. Pokud se takové znaky vzájemně nevylučují, mohou se hromadit v evoluci pohlavního druhu a zvyšovat tak např. jeho barevnost, komplexitu tělních kreseb nebo ornamentaci. Pokud se naopak vzájemně vylučují, mohou stát na počátku sympatrické speciacie.